# Llista de reserves índies d'Oregon

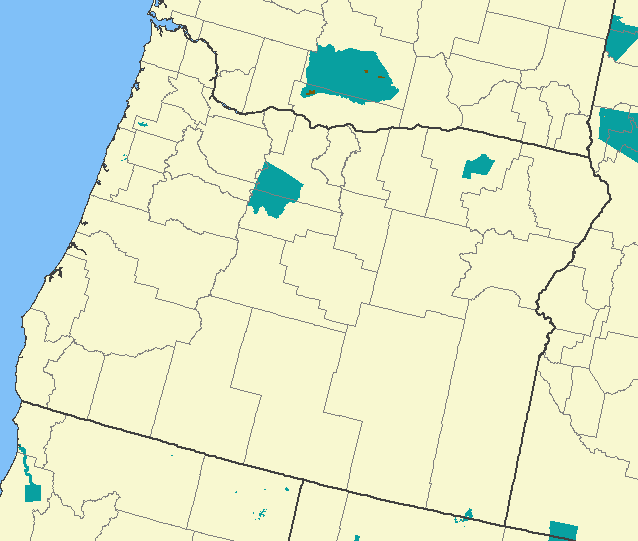
Terra índia

Aquesta és la llista de reserves índies d'Oregon segons dades de 2006.

## Reserves existents
Hi ha set reserves índies a Oregon que pertanyen a set tribus reconegudes federalment a Oregon:
- Colònia índia paiute Burns, de la tribu paiute Burns: 55,40 km² al comtat de Harney (Oregon).
- Reserva Coos, Lower Umpqua i Siuslaw, de les Tribus Confederades d'indis Coos, Lower Umpqua i Siuslaw té menys de 40 m².[1]
- Reserva Coquille inclou 22 km² de terra en fideïcomís de la tribu índia Coquille al voltant de Coos Bay.
- Comunitat Grand Ronde, de les Tribus Confederades de la Comunitat de Grand Ronde d'Oregon: 44,7 km², la majoria al comtat de Yamhill, amb la resta al Comtat de Polk (Oregon)
- Reserva Siletz, de les Tribus Confederades d'Indis Siletz: 17,01 km², d'aquests, 14,84 km² al Comtat de Lincoln (Oregon)
- Reserva índia Umatilla, de les Tribus Confederades de la Reserva índia Umatilla: 699,63 km², la majoria al comtat d'Umatilla, i la resta al comtat de Union (Oregon)
- reserva índia de Warm Springs, de les Tribus Confederades de Warm Springs: 2.594,51 km², la majoria als comtats de Wasco i Jefferson, amb parts als comtats de Clackamas, Marion, i Linn.

## Reserves planejades[2]
- Reserva Cow Creek, de la Banda Cow Creek de la tribu d'indis Umpqua
- Reserva índia Klamath, de les tribus Klamaths

## Celilo Village
Celilo Village no és una reserva però pertany als Estats Units qui l'ha deixat en fideïcomís a la Bureau of Indian Affairs per a ús de les tribus umatilla, Tenino (Warm Springs) i yakama i als indis del riu Columbia.

## Fort McDermitt, Nevada-Oregon
Una reserva a Oregon per una tribu de Nevada a cavall entre la frontera sud d'Oregon amb Nevada:
- Reserva índia de Fort McDermitt, de les tribus Paiute i xoixoni de Fort McDermitt: vora McDermitt al comtat de Humboldt (Nevada) i el comtat de Malheur (Oregon)

## Reserves històriques
- Reserva índia Costanera, formada en 1856, queda com un remanent més petit la reserva Siletz
- Reserva índia Malheur
- Reserva índia Table Rock